# Presa în Republica Moldova
Presa scrisă a Republicii Moldova își are originile în prima jumătate a secolului al XIX-lea.

## Gubernia Basarabia
Pe timpurile Basarabiei ruse presa apărea preponderent în limba rusă. Periodic au existat ziare și în română (însă preponderent cu alfabet chirilic), cum ar fi: „Basarabia” (Басарабія), 1906–07; Молдованул („Moldoveanul”), 1907–08, Гласул Басарабией („Glasul Basarabiei”), 1913–14; Кувынт молдовенеск („Cuvânt moldovenesc”), 1913–18.

### Presa rusă
- Бессарабские губернские ведомости („Știrile guberniale basarabene”) - publicat între 17 iulie 1854 și 1917. Până în 1874 s-a numit Бессарабскіе областныя вѣдомости („Știrile regionale basarabene”).
- Бессарабецъ („Basarabeanul”) - zilnic între 1897–1901. Ziarul a fost publicat inițial într-o manieră moderat progresivă, dar în curând sa transformat într-un organ propagandistic antisemit[1].
- Бессарабский вестник („Vestitorul basarabean”) - în anii 1889–98
- Другъ („Prietenul”)
- Бессарабская жизнь („Viața basarabeană”) - 1904–16[2]
- Искра („Scânteia”) - aprilie 1901–martie 1902
- Кишинёвские Епархиальные Ведомости („Știrile eparhiale chișinăuiene”) - prima revistă din Basarabia, publicată între 1 iulie 1867–1917
- Кишинёвский Листок Справок и Объявлений („Ziarul chișinăuian de anunțuri și certificate”) - 1880–1917

### Presa română
- „Basarabia” (Басарабія) - primul ziar în română, publicat între 26 mai 1906 și 11 martie 1907. În total au ieșit la tipar 79 de ediții. Ziarul era manifestat de un radicalism agrar și național, din care cauză a și fost închis de către autoritățile guberniale. În jurul publicației s-au grupat tineri intelectuali basarabeni precum: Pan Halippa, Mihai Vântul, Alexei Mateevici și alții. Editorul ziarului a fost avocatul Emanuel Gavriliță[3].
- Молдованул („Moldoveanul”) - ziar în româna chirilică, finanțat de către autoritățile țariste. A fost publicat de la 14 ianuarie 1907 și până la 15 octombrie 1908. Editorul publicației a fost G.V. Madan. Scopul inițial al ziarului era de luptă contra ideilor revoluționare și separatiste pe care le promova „Basarabia”[4]. Cu toate acestea, după închiderea ultimei, în jurul „Moldoveanului” au început să se grupeze naționaliștii moderați din cadrul societății lui Pavel Dicescu.
- „Viața Basarabiei” (Бессарабская жизнь) - ziar în română, publicat între aprilie și mai 1907 de către Alexis Nour. Ziarul era publicat în două versiuni: chirilică, scrisă într-un limbaj simplu „pentru cei care citesc în limba rusă”, și latină pentru „public intelectual general din Basarabia și toate țările locuite de români”[5].
- Луминэторул („Luminătorul”) - jurnal oficial al clerului, publicat din 15 ianuarie 1908.
- Гласул Басарабией (Glasul Basarabiei) - publicat în anii 1913–14. A fost editat de Grigore Constantinescu.
- Кувынт молдовенеск (Cuvânt moldovenesc) - ziar săptămânal publicat de la 5 iunie 1914 și până la 7 ianuarie 1919. După revoluția din februarie a fost transformat într-un ziar semi-oficial numit Сфатул цэрий („Sfatul Țării”). Primul editor a fost N.N Alexandri, ulterior Pantelimon Halippa. În plus față de ziarul omonim era publicată o revistă lunară.

## RASS Moldovenească
La 1 mai 1924 își începe publicarea primul ziar sovietic în limba română cu alfabet chirilic - Плугарул рошу („Plugarul roșu”). El a fost co-editat de Mihail Frunze, Grigore Kotovski, Grigori Petrovski și alții. În 1930, Плугарул рошу a fost redenumit în Молдова сочиалистэ („Moldova socialistă”).